# La vida no es fácil
«La vida no es fácil» es una canción de la cantante y compositora mexicana Ximena Sariñana. Fue lanzada por la discográfica Warner Music Group el 9 de noviembre de 2015 como el tercer y último sencillo oficial del tercer álbum de estudio No todo lo puedes dar (2014).

## Información de la canción
Fue escrita solamente por ella misma y la letra de la canción habla sobre el autoengaño y el egoísmo de una persona que cree haber tenido una relación perfecta.

## Lanzamiento
El video musical de la canción se lanzó en YouTube un día después del lanzamiento oficial y es una versión en vivo desde el Teatro Metropólitan en la CDMX. También hay otro video en lírica de la canción, este se publicó en su canal una semana después.

## Lista de canciones
- 'La vida no es fácil' (album version) : 3:48[7][8]

## Posicionamiento en listas
| Lista (2015)                    | Mejor posición |
| ------------------------------- | -------------- |
| México (Mexico Espanol Airplay) | 13             |